# Patrick Loliger
Patrick Alexandre Ernst Loliger Salas (Ciudad de México, 20 de junio de 1985) es un remero mexicano de ascendencia suiza, que ha representado a México en competiciones de remo en los Juegos Olímpicos de Pekín 2008 y en los Juegos Olímpicos de Londres 2012.

## Biografía
Loliger nació en la Ciudad de México en 1985. Es el segundo hijo de Rolf Loliger (suizo) y Angelica Salas (mexicana). Creció en un entorno muy familiar y comenzó a practicar deporte en el Real Club España. Es licenciado en Negocios Internacionales por el Tecnológico de Monterrey (Campus Ciudad de México).
Loliger ha ganado un puñado de medallas en regatas de todo el mundo, incluidas las regatas Ratzeburger y Wedau en Alemania, la Gent en Bélgica, la Paolo D Aloja en Italia y, más recientemente, se convirtió en el primer remero mexicano en ganar una medalla en el Campeonato Mundial Universitario en Kazán, Rusia.
Obtuvo dos medallas en los Juegos Panamericanos de 2011 en Guadalajara, y su mayor logro tuvo lugar en Argentina a finales de año cuando venció a su mayor competidor y modelo a seguir, Santiago Fernández, quien se ubicó en el cuarto lugar en los Juegos Olímpicos de Atenas 2004.
En 2021 se postulo como candidato del PVEM para diputado local del distrito 17 en Puebla.

## Palmarés internacionales
| Juegos Panamericanos                 | Juegos Panamericanos         | Juegos Panamericanos | Juegos Panamericanos |
| ------------------------------------ | ---------------------------- | -------------------- | -------------------- |
| 2011                                 | Guadalajara México           | Medalla de plata     | Scull individual     |
| 2011                                 | Guadalajara México           | Medalla de bronce    | Scull cuádruple      |
| Juegos Centroamericanos y del Caribe |                              |                      |                      |
| 2006                                 | Cartagena de Indias Colombia | Medalla de plata     | Scull individual     |
| 2010                                 | Mayagüez Puerto Rico         | Medalla de oro       | Scull individual     |

## Exatlón México
Loliger participó en el reality show de TV Azteca, Exatlón México en su segunda edición conducida por Antonio Rosique, que tuvo lugar en República Dominicana, empezando para el atleta olímpico el 13 de agosto del 2018 y terminando mediante un duelo de eliminación el 14 de enero del 2019, Patrick obtuvo la posición 10° del lugar general y 6° varonil además de conseguir 1 presea y un rendimiento de más del 45% de efectividad.
Regreso 2 años después a la competencia deportiva  en su cuarta edición. El remero comenzó está aventura el 1 de septiembre del 2020 y culminó el 4 de octubre del 2020 logrando la posición 32° del lugar general y 17 ° varonil.